# Cha mongkut
Cha mongkut (em tailandês:  จ่ามงกุฎ) é uma sobremesa tradicional da culinária tailandesa servida em ocasiões especiais. O cha mongkut é feito de farinha de trigo, de arroz normal ou glutinoso e/ou de vagem, misturado com açúcar e leite de coco até se tornar uma massa, que é então colocada em um formato arredondado com gomos, como uma fruta; ele é geralmente polvilhado com amendoim torrado picado no topo ou recheado com sementes de melancia (a antiga e tradicional receita usa pedaços de farinha frita, do tamanho de grãos de arroz, que levam mais tempo para serem preparadas.). Para dar sabor e aroma, flores frescas como Kesidang (Vallaris glabra), ilangue-ilangue, rosa-chá (Rosa × damascena) e jasmim fervidas em água são espremidas sobre a mistura das farinhas.
Tradicionalmente, a sobremesa é cortada em pedaços pequenos e servida em folha de bananeira. Cha mongkut é fácil de se conservar e não precisa ser armazenada na geladeira.

## Importância cultural
Cha mongkut foi mencionado no "Versículo de Alimentos e Sobremesas" pelo Rei Buddha Loetla Nabhalai, também conhecido como Rama II, do Sião;  a receita original do cha mongkut pertencia à Sri Suriyendra, a Rainha Consorte do Rei. Cha mongkut é conhecido por ser usado na celebração de uma promoção recebida no trabalho, porque seu significado auspicioso implica o mais alto prestígio e grande prosperidade no trabalho. Quando servido e consumido em cerimônias de casamento, ele representa bênçãos de progresso e altíssima dignidade.

## Similaridades com outras sobremesas
Cha mongkut, por vezes, se confunde com outro tipo de sobremesa que se chama dara thong (ou thong ek krachang), que é um thong ek de forma arredondada e com gomos que lembram uma flor. Este recebe um pedaço de folha de ouro no topo do gomo central, e é e servido em um pequeno prato decorado, junto com sementes de melão adocicadas.
Dara thong ou thong ek krachang, que algumas pessoas chamam de cha mongkut pelas semelhanças físicas, na verdade originou-se em uma competição culinária de sobremesas tailandesas, em um festival de ano novo, quando Plaek Phibunsongkhram era o primeiro-ministro da Tailândia, entre as décadas de 30 e 50. Assim, ele existe há menos de cem anos, em oposição ao cha mongkut, que aparece em registros históricos datando de mais de dois séculos atrás. Possivelmente o doce existia antes, mas nenhuma evidência válida foi encontrada.